# Annagh island
Annagh island är en ö i republiken Irland. Den ligger i grevskapet Maigh Eo och provinsen Connacht, i den nordvästra delen av landet. På ön finns endast låg växtlighet.